# Saitoa
Saitoa là một chi rêu trong họ Pottiaceae.